# Gimnasio de la USBI
El Gimnasio Nido del Halcón UV  es la sede de los Halcones Xalapa de la Liga Nacional de Baloncesto Profesional de México y pertenece a la Universidad Veracruzana. También es sede de eventos como UV Cómic, de más conciertos.